# Revolução Sandinista
A Revolução Sandinista (Espanhol: Revolución Sandinista ou Revolución Popular Sandinista) refere-se à revolução popular ocorrida na Nicarágua entre 1979 e 1990, sob a égide da Frente Sandinista de Libertação Nacional (FSLN). A revolução pôs fim a uma ditadura instaurada no país desde 1936, ao depor o então presidente Anastasio Somoza Debayle. A FSLN foi o primeiro movimento que aliou o cristianismo de libertação e o marxismo, e governou o país por onze anos.

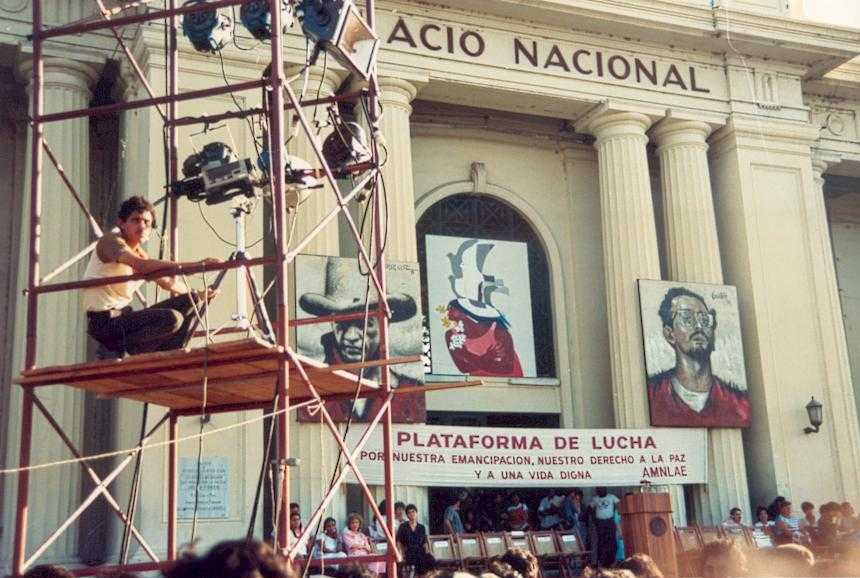
Ato no Dia Internacional da Mulher trabalhadora em Manágua, 8 de março de 1988.

## Origens da Revolução Sandinista
A definição do período correspondente à Revolução Sandinista pode suscitar controvérsias, pois não houve uma declaração formal de guerra que definisse o seu início. Quanto ao seu final geralmente se considera o dia em que o antigo regime cai ou o dia em que cessaram as hostilidades (o que poderia ser posterior à queda do antigo regime), ou mesmo uma data posterior, que incluiria o período de reconstrução e estabelecimento do novo regime, após a tomada do poder pela FSLN. Uma definição bastante ampla do período da revolução nicaraguense poderia até mesmo considerar o ano de fundação da FSLN, em 1961, até a vitória eleitoral de Violeta Chamorro em 1990, pela União Nacional de Oposição (UNO), que marca o fim do primeiro período dos sandinistas no poder.
A revolução sandinista é a primeira desde 1789 na qual os cristãos (leigos e clero) tiveram um papel determinante tanto na base como na direção do movimento. Também é a primeira na qual os cristãos não foram "aliados" (táticos ou estratégicos), mas uma componente orgânica da vanguarda revolucionária, a Frente Sandinista de Libertação Nacional. E a primeira na qual o cristianismo foi um dos ingredientes essenciais (junto com o marxismo e com a tradição de Sandino) na formação da ideologia que inspirou o combate revolucionário.
Uma definição mais restrita seria a de que seu início remonta à década de 1970, quando começam propriamente as ações contra o governo, culminando com a queda de Anastasio Somoza Debayle, em 19 de julho de 1979.
De todo modo, a compreensão da revolução sandinista requer o entendimento de um contexto histórico, onde se destacam:
1. A Igreja Católica, nos anos 60, passa a olhar de forma mais crítica a realidade social da América Latina e toma a "opção pelos pobres". Teólogos como Gustavo Gutierrez e Juan Luis Segundo organizaram encontros para refletir acerca das relações entre fé e justiça social, Evangelho e pobreza. Neste período, o Papa João XXIII publica as encíclicas Mater et Magistra (1961) e Pacem in Terris (1963); ambas de forte conteúdo social. Em março de 1970, realizou-se o primeiro congresso sobre uma Teologia da Libertação, em Bogotá. No ano seguinte, Gustavo Gutierrez escreveu um livro considerado inaugural, intitulado Teologia da Libertação, Perspectivas. No Brasil, Leonardo Boff escrevia um artigo denominado “Cristo Libertador”.[5]
2. A Revolução Cubana, que inspirou vários movimentos  da esquerda em diferentes países da  América Latina, os quais, em muitos casos derrotados, acabaram por suscitar a instauração de regimes de direita .
3. A queda do Muro de Berlim, em  9 de novembro de 1989, e a Reunificação Alemã, em 3 de outubro de 1990, que marcam o final da Guerra Fria e da polarização do mundo entre os blocos capitalista (países membros da OTAN, liderada pelo Estados Unidos) e socialista (países membros do Pacto de Varsóvia, sob a égide da URSS). Também em 1990 a derrota eleitoral de Daniel Ortega, da FSLN, para Violeta Chamorro, da União Nacional de Oposição (formada por uma ampla coalizão de partidos, majoritariamente de centro), marca o fim do governo dos sandinistas. A FSLN retorna ao poder em 2006 com Ortega.

## Processo revolucionário
A segunda intervenção dos Estados Unidos, na Nicarágua, terminou em 1933 quando o Partido Liberal, liderado por Juan Bautista Sacasa, ganha a eleição. Em 1º de janeiro de 1933 não havia nenhum soldado norte-americano em solo nicaraguense, mas em 1930 os EUA. tinham formado um corpo de segurança, a Guarda Nacional, preparado para assumir o papel dos soldados americanos, por Anastasio Somoza García. Em 21 de fevereiro de 1934, o coronel Elias Riggs, do Exército norte-americano, e Somoza, apoiado pela Guarda Nacional, matam Sandino que tinha lutado contra a intervenção americana e era o líder inconteste da oposição a essa intervenção. O corpo do general Sandino foi enterrado pelos soldados de Somoza e até hoje é desconhecido o paradeiro de seus restos mortais. Este foi o primeiro ato de uma série que levou à eleição de Somoza como presidente da Nicarágua, em 1936, com o apoio dos Estados Unidos, marcando o início de uma ditadura da família Somoza, sempre apoiada pelos Estados Unidos e patrocinando os interesses daquele país.
No início da década de 1960, os ideais da esquerda e as lutas de libertação dos povos colonizados estavam em pleno processo e produzindo resultados. Em 1º de janeiro de 1959 entram em Havana as forças revolucionárias que haviam derrotado a ditadura de Fulgêncio Batista em Cuba. Na Argélia formara-se a Frente de Libertação Nacional para lutar pela independência do país, então dominado pela França. Na Nicarágua os vários movimentos contra a ditadura de Somoza resultariam na formação da Frente de Libertação Nacional da Nicarágua, que seria o embrião do que ficou conhecido mais tarde como a Frente Sandinista de Libertação Nacional.
A situação econômica na Nicarágua, em meados do século XX, foi prejudicada pela queda dos preços dos produtos agrícolas exportados, como algodão e café. Politicamente, o Partido Conservador sofreu uma divisão, e uma facção, que era popularmente chamada de mosquitos, vai trabalhar com o regime de Somoza.
Anastasio Somoza García é executado pelo poeta nicaraguense Rigoberto López Pérez em 1956. Ligados a esta ação, estavam Carlos Fonseca Amador e Tomás Borge. Em outubro de 1958, Ramon Torrents inicia uma série de ações de guerrilha que constituem o início da luta armada contra a ditadura de Somoza. Em junho de 1959 ocorre o evento conhecido como El Chaparral, numa parte do território hondurenho, na fronteira com a Nicarágua, onde a coluna guerrilheira "Rigoberto López Pérez", sob o comando de Rafael Somarriba e integrada também por Carlos Fonseca, foi detectada e destruída pelo Exército de Honduras, em coordenação com os serviços de inteligência da Guarda Nacional da Nicarágua.
Depois de "El Chaparral" se deram várias ações armadas. Em agosto morria o jornalista Manuel Díez Sotelo, em setembro Carlos Haslam e em dezembro Heriberto Reyes. Um ano após os eventos, ocorrem "El Dorado" e se realiza uma série de ações que resultam em mortes, entre outros, de Luis Morales, Julio Alonso, Manuel Baldizón e Erasmo Montoya. A oposição convencional, já liderada pelo Partido Comunista da Nicarágua, não tinha sido capaz de formar uma frente comum contra a ditadura. A oposição ao regime foi estabelecida em torno das organizações estudantis, de maneira clandestina. Entre seus líderes, e no início da década de 1960, Carlos Fonseca Amador.
Em 1957 Carlos Fonseca Amador, Silvio Mayorga, Tomás Borge, Madriz Heriberto Carrillo e Osvaldo formam a primeira célula que é identificada com os princípios do proletariado. Em outubro, no México formaram o Comitê Revolucionário da Nicarágua, presidido por Eden Pastora Gómez, Juan José Ordóñez, Roger Hernandez e Porfirio Molina.
Em Março de 1959, é instituída a Juventude Democrática Nicaraguense (JDN). Na fundação dela estão envolvidos, entre outros, Carlos Fonseca e Silvio Mayorga. Esta organização tinha por objetivo chegar a jovens estudantes urbanos. Mais tarde, naquele mesmo ano, para abrir caminho para a Juventude Revolucionária Nicaraguense (JRN), um grupo que mantinha uma forte atividade internacional. Em 21 de fevereiro de 1960 participam de uma conferência de exilados em Maracaibo (Venezuela), organizada pela Frente Unida da Nicarágua (FUN) (uma coligação de várias forças contra Somoza). Fonseca participou da conferência, como um delegado da Universidade Nacional Autônoma da Nicarágua (UNAN) e Silvio Mayorga, como representante do JRN, onde assinaram o manifesto "Intervención sangrienta: Nicaragua y su pueblo"(Intervenção sangrenta: Nicarágua e seu povo) e seu "Programa mínimo". Eles somaram-se a outros adeptos da causa revolucionária que, em seguida, formariam a FSLN. Logo após a organização da Frente Interna da Resistência que, segundo Fonseca, seria o primeiro auxiliar do Exército Defensor do Povo Nicaraguense.
A JRN teve uma presença muito limitada na Nicarágua (foi mais ativa nas centros de exílio de nicaraguenses: Costa Rica, México ou Cuba), mas estabeleceram contatos com a Juventude Patriótica Nicaraguense (JPN), ligada ao Partido Conservador e fundada em 12 de janeiro de 1960 e que envolveu, entre outros, José Benito Escobar, Germain Pomares, Salvador Buitrago, Roger Vasquez, Julio Buitrago, Daniel Ortega, Fernando Gordillo, Manolo Morales, Jorge Navarro, Orlando Quiñonez, Ignacio Briones, German Vogl e Joaquín Solís Piura, no calor dos acontecimentos da Revolução Cubana e sua influência na América Latina. O JPN é definido como o grupo de jovens comprometidos com a democracia e a justiça social sem seguir o padrão de qualquer partido. Em suas fileiras eram ativos Julio Buitrago e José Benito Escobar, que se tornariam importantes líderes da FSLN.
Em 1960, o JPN faz uma série de manifestações em várias cidades da Nicarágua, Manágua, Matagalpa e Carazo. Estas manifestações se deram em um contexto de repressão aos estudantes e resultaram na morte de vários deles. Para apoiar os revolucionários, o novo governo cubano enfrentou dificuldades impostas pelo governo Somoza. O JPN desempenhou um papel importante na mobilização contra a ditadura. Sua linha de ação estava fora dos partidos da oposição, como o Partido Socialista da Nicarágua ou do Partido Comunista e longe da oposição conservadora. Fonseca promove a entrada no JPN de Marcos Altamirano, que sabia das atividades anteriores. Altamirano logo chega ao Secretário-Geral da organização.
Éden Pastora, com cinco nicaraguenses mais integrados no movimento guerrilheiro, prepara a Frente Revolucionária Sandino em Las Segovias.
No começo de 1961 é fundado o Movimento Nova Nicarágua (MNN), envolvendo pessoas do mundo da educação, tais como Carlos Fonseca, Silvio Mayorga, Tomas Borge , Gordillo, Navarro e Francisco Buitrago, José Benito Escobar, as pessoas de ambientes trabalhistas como Germain Pomares e até mesmo os pequenos empresários, como Julio Jerez Suarez. MNN também participou da Santos Lopez, uma guerrilha que lutou com Augusto César Sandino.
O Movimento Nova Nicarágua estabeleceu sua base em três cidades: Manágua, Leon e Estelí. Embora a sua sede tenha sido nas proximidades de Honduras. Sua primeira atividade pública foi realizada em março de 1961 em apoio à Revolução Cubana e, em protesto contra a posição adotada pelo governo da Nicarágua com relação a Cuba, pois ela se alinhou aos interesses americanos. O MNN é dissolvido para dar lugar a Frente de Libertação Nacional.

### Família Somoza
Os governos da família Somoza se alinharam completamente com os interesses dos Estados Unidos. A família se tornou uma das famílias mais ricas na América Central para controlar a riqueza nacional da Nicarágua para seus próprios interesses e fomentar a corrupção. Durante os anos 1950 e 60, a estabilidade do regime ditatorial teve um notável desenvolvimento econômico, que nunca foi compartilhado com participação acionária das grandes massas da população, as quais estagnaram em extrema pobreza e miséria. A oposição ao regime foi duramente perseguida, resultando em assassinatos e tortura e forçando ao exílio aqueles que tomaram posse contra o poder estabelecido. A repressão foi reforçada em 1964.
O terremoto em Manágua de 1972 foi um marco na corrupção, pois a ajuda internacional às vítimas teria sido desviada, deixando as pessoas afetadas pela catástrofe, sem assistência. A situação econômica se agravou e aumentou o descontentamento entre a população.

### O surgimento da FSLN
Os diversos movimentos de oposição foram convergentes, resultando do processo, no início dos anos 1960, o nascimento da FSLN, a organização que conduziria a luta contra a ditadura.
A FSLN era uma organização heterogênea, em que pessoas de diferentes ideologias estavam envolvidas. Certa inclinação marxista foi marcada pelas referências à Revolução Cubana e Argelina. Em um primeiro momento, não tinha nenhuma ligação com aqueles países, e em essência sua ideologia se baseou nas ideias e lutas de Augusto Sandino (guerrilheiro nicaraguense que combateu os Estados Unidos na década de 1930 e foi assassinado por Somoza).
As forças governamentais dos vários governos Somoza conseguiram conter a luta armada travada pela FSLN, que sofreu pesadas derrotas como Pancasán em 1967 ou a casa "Las Termópilas" em 1969. No início da década de 1970, entretanto, conquista um amplo apoio popular para a causa Sandinista, tanto na cidade (centros educacionais e de emprego) e áreas rurais. A FSLN sofreu uma divisão das três tendências que nascem lutando separadamente. Mesmo nessa conjuntura, os acertos são relevantes e produzem ações como "A ofensiva de outubro". Em 1976, Carlos Fonseca Amador morre em combate, e sua perda marca profundamente a organização.

### Começo do triunfo revolucionário
Em meados dos anos 1970, líderes de setores econômicos do país e da Igreja Católica começam a se alinhar contra o governo Somoza. Formaram um movimento de oposição liderado por Pedro Joaquín Chamorro Cardenal, dono do jornal La Prensa, o maior do país, decididos a forçar o governo a fazer algumas mudanças. Este grupo de oposição encontrou apoio nas fileiras do Partido Democrata, dos Estados Unidos e o governo de Jimmy Carter, que promoveu uma política externa mais respeitosa com os Direitos Humanos.
Em 10 de janeiro de 1978 é assassinado Pedro Joaquín Chamorro. O assassinato é atribuído ao regime e desencadeou uma grande preocupação entre as classes média e empresarial do país. A insurreição de fevereiro ocorre no bairro Monimbó de Masaya e em agosto se realiza a tomada do Palácio Nacional por uma tendência da FSLN liderada por Éden Pastora. A negociação para a libertação de sequestrados políticos no Palácio Nacional faz com que muitos presos políticos sejam soltos e possam ser publicados manifestos, além de se viabilizar um apelo para que a população faça uma insurreição.
A revolta torna-se generalizada, e a repressão do governo endurece vindo a realizar ataques contra civis. Isso torna a ampliar o apoio para a FSLN, e protestos começaram a chegar de países estrangeiros para pressionar o regime de Somoza, no sentido de buscar uma solução negociada para o conflito.
Em março de 1979, diversas unidades sandinistas firmam acordo e em junho fazem a chamada para a "Ofensiva Final", conclamando a uma greve geral. As tentativas do governo americano, por meio da OEA (Organização dos Estados Americanos), de deter o avanço da frente fracassam. Os Estados Unidos chegaram a defender o deslocamento das tropas da OEA para a Nicarágua, mas não obtiveram o apoio necessário dos países presentes na organização.
Então, tentaram colocar as tropas na Costa Rica para intervir na Nicarágua, mas esta operação também fracassou. Assim como as tentativas de negociar com a FSLN para a composição da Junta de Reconstrução Nacional. Finalmente, os Estados Unidos da América são obrigados a pedir que Anastasio Somoza Debayle renuncie à presidência da Nicarágua, em uma tentativa de controlar a situação. Somoza é substituído pelo presidente do Congresso, Francisco Urcuyo, que em um de seus primeiros atos como presidente apelou para a FSLN se desarmar. A resposta sandinista foi a de aumentar o avanço e Urcuyo deixou o país. A Guarda Nacional entra em colapso e a Frente Sandinista de Libertação Nacional entra em Manágua. Em 19 de julho de 1979, termina a fase ditatorial de Somoza, assumindo as responsabilidades administrativas a Junta de Reconstrução Nacional.

## Governos Revolucionários

### Junta de Reconstrução Nacional
Na entrada de Manágua em 19 de julho de 1979, a FSLN foi seguida pela introdução da Junta de Governo de Reconstrução Nacional, que foi composta por cinco membros. O coordenador do mesmo, que serviu como presidente, foi Daniel Ortega Saavedra da FSLN que é acompanhado de Sergio Ramírez e Moises Hassan, ambos também sandinistas e o empresário Alfonso Robelo Callejas, completado de Violeta Chamorro, a viúva de Pedro Joaquín Chamorro, (e que seria a sucessora de Ortega ao final do processo revolucionário em 1990) como independente. O novo regime estabeleceu um Conselho de Estado com representação de vários grupos sociais (políticos, sindicalistas, mulheres …) e se dispôs a funcionar como um legislador, até a convocação e realização de eleições.
O controle do Diretório Nacional da FSLN(composto por 9 comandantes FSLN: Tomas Borge, Daniel Ortega, Victor Tirado, Humberto Ortega, Henry Ruiz, Jaime Wheelock, Bayardo Arce, Luis Carrión e Carlos Núñez) sobre a Junta de Governo fez membros independentes deixarem o mesmo um ano depois sendo substituídos por outros 2 membros não-sandinistas, Arturo Cruz e Rafael Cordova Rivas. O governo comprometeu-se com as políticas indicadas acima e em 1981 o governo de Ronald Reagan nos Estados Unidos, impôs um bloqueio econômico e passou a financiar anti-sandinistas, os grupos armados conhecidos como os "contras". A Nicarágua procurou o apoio da União Soviética e Cuba e em 1982 com a URSS assinou um pacto de cooperação econômica.

### Eleições de 1984
Em 4 de novembro de 1984, as eleições gerais foram realizadas, mas não sem controvérsia, pois em meio à contrarrevolução e ao boicote por alguns partidos da oposição. No pleito, o candidato da Frente Sandinista de Libertação Nacional, Daniel Ortega, ganhou 67% dos votos, e a FSLN foi o partido majoritário no parlamento com 61 lugares dos 96 disponíveis. Estas eleições legitimaram, para muitos países estrangeiros, o governo sandinista, mas não conseguiram parar a agressão contra ele. Dos 1.551.597 cidadãos com direito a voto registrado em julho do mesmo ano votaram 1.170.142 representando 75,42% dos eleitores os resultados foram:
| Candidato                            | Partido                                      | Votos     | %      |
| ------------------------------------ | -------------------------------------------- | --------- | ------ |
| Daniel Ortega Saavedra               | Frente Sandinista de Libertação Nacional     | 735,967   | 66.97  |
| Clemente Guido Chávez                | Partido Conservador Democrático              | 154,327   | 14.04  |
| Virgílio Godoy Reyes                 | Partido Liberal Independente                 | 105,560   | 9.61   |
| Mauricio Díaz Dávila                 | Partido Social Cristão Popular               | 61,199    | 5.57   |
| Allan Zambrana Salmerón              | Partido Comunista da Nicarágua               | 16,034    | 1.46   |
| Domingo Sánchez Salgado              | Partido Socialista nicaraguense              | 14,494    | 1.32   |
| Isidro Téllez Toruño                 | Movimento de Ação Popular Marxista-Leninista | 11,352    | 1.03   |
| Total                                | Total                                        | 1,098,933 | 100.00 |
|                                      |                                              |           |        |
| Votos válidos                        | Votos válidos                                | 1,098,933 | 93.91  |
| Votos inválidos/em branco            | Votos inválidos/em branco                    | 71,209    | 6.09   |
| Total de votos                       | Total de votos                               | 1,170,142 | 100.00 |
| Eleitores registrados/comparecimento | Eleitores registrados/comparecimento         | 1,551,597 | 75.42  |

O gabinete foi forçado a declarar o estado de emergência para lidar com a agressão armada. Por esta razão, foram retirados alguns direitos civis e houve restrição da liberdade de expressão, mas o jornal da oposição, La Prensa, com linha editorial próxima da contrarrevolução, seguiu sendo editado assim, e as emissões de estações de rádio permaneceram, em grande parte, pertencentes à Igreja Católica. O governo eleito também se viu obrigado a impor o serviço militar obrigatório (chamado (SMP) Serviço Militar Patriótico), já que o militarismo era muito impopular.
Em 1988 começaram as conversações sobre um processo de paz que culminou nas eleições em fevereiro de 1990.

### Eleições de 1990
Em fevereiro de 1990 são realizadas eleições gerais, em que os sandinistas perderam. Para lidar com a FSLN formaram a União Nacional de Oposição (UNO), uma coalizão de partidos liderada por Violeta Chamorro, uma membro da Junta de Reconstrução Nacional e viúva de Pedro Joaquín Chamorro, assassinado por Somoza, em 10 de janeiro de 1978, pondo assim fim ao período revolucionário.
| Candidato                            | Partido                                              | Votos     | %      |
| ------------------------------------ | ---------------------------------------------------- | --------- | ------ |
| Violeta Chamorro                     | União Nacional de Oposição                           | 777,552   | 54.74  |
| Daniel Ortega                        | Frente Sandinista de Libertação Nacional             | 579,886   | 40.82  |
| Erick Ramírez Beneventes             | Partido Social Cristão                               | 16,751    | 1.18   |
| Issa Moisés Hassán Morales           | Movimento de Unidade Revolucionária                  | 11,136    | 0.78   |
| Bonifácio Miranda Bengoechea         | Partido Revolucionário dos Trabalhadores             | 8,590     | 0.60   |
| Isidro Téllez Toruño                 | Movimento de Ação Popular Marxista-Leninista         | 8,115     | 0.57   |
| Fernando Bernabé Agüero Rocha        | Partido Social Conservador                           | 5,798     | 0.41   |
| Blanca Rojas Echaverry               | Partido Unionista Centro-Americano                   | 5,065     | 0.36   |
| Eduardo Molina Palacios              | Partido Conservador Democrático                      | 4,500     | 0.32   |
| Rodolfo Robelo Herrera               | Partido Liberal Independente para a Unidade Nacional | 3,151     | 0.22   |
| Total                                | Total                                                | 1,420,544 | 100.00 |
|                                      |                                                      |           |        |
| Votos válidos                        | Votos válidos                                        | 1,420,544 | 94.02  |
| Votos inválidos/em branco            | Votos inválidos/em branco                            | 90,294    | 5.98   |
| Total de votos                       | Total de votos                                       | 1,510,838 | 100.00 |
| Eleitores registrados/comparecimento | Eleitores registrados/comparecimento                 | 1,752,088 | 86.23  |

A constituição da coalizão da UNO foi:
- 3 liberais: PLI, PLC e PALI
- 3 conservadores: ANC, PNC e APC
- 3 sociais-cristãos: PPSC, PDCN e PAN
- 3 social-democratas: PSD, MDN e PSN
- 1 comunista ortodoxo: PCN
- 1 partido unionista da América Central: PIAC

### Pós-1979: Mudanças
Como qualquer processo revolucionário que atingiu os porões da sociedade, com a Vitória Sandinista, houve várias mudanças importantes, as quais transformaram a realidade nicaraguense, dando ao país uma complexidade maior do que nunca. As consequências diretas da Revolução podem ser estruturadas em três vertentes principais:

#### Economia
A Revolução derrubou a carga que o regime de Somoza impusera à economia nicaraguense e que deformou o país, criando um grande e moderno centro, Manágua, de onde o poder de Somoza emanava o controle sobre todos os cantos do território, e, em seguida, uma economia rural, com traços semifeudais com poucos bens produtivos, tais como algodão, açúcar e outros produtos agrícolas tropicais. Todos os setores da economia da Nicarágua foram conduzidos, em grande parte, se não todos, pelos Somoza ou os funcionários e adeptos em torno do regime, que possuíam diretamente marcas agrícolas e trustes, ou colocando-os sob o domínio de proprietários locais ou estrangeiros. É fato que Somoza respondia por 20% de toda a terra rentável na Nicarágua. Enquanto isto não era correto, Somoza ou seus adeptos possuíam ou transferiram a posse de bancos, portos, comunicações, serviços e grandes quantidades de terra.
Todos os setores da economia foram reestruturados, realmente caminhando para uma economia mista, um sistema híbrido. No entanto, o maior impacto, economicamente, definido pela Revolução estava dentro do setor primário: a Reforma Agrária.
A Revolução Sandinista trouxe imensa reestruturação e reformas a todos os três setores da economia. No setor primário, o Revolução apresentou a reforma Agrária, não como aquela que poderia ser planejada com antecedência, desde o início da Revolução, mas como um processo que se desenvolverá pragmaticamente, ao longo de diferentes condições, econômicas, políticas e de organização , que surgem durante todo o período de Revolução.
As reformas económicas gerais foram consideradas necessárias para a recuperação da economia ineficiente e impotente da Nicarágua. Como um "país do terceiro mundo"', ela tem uma economia baseada na agricultura, subdesenvolvida e sensível ao fluxo de preço de mercado dos seus produtos agrícolas, como café e algodão. A revolução visualizou uma economia rural, bem defasada tecnologicamente e, ao mesmo tempo, devastada pela guerrilha e, em breve, pela guerra civil com os Contras.

"Artigo 1 da Lei de Reforma Agrária diz que a propriedade é garantida, se trabalhada de forma eficiente, e que existiriam quatro formas diferentes de propriedade:
- Propriedade do Estado(com a terra confiscada dos Somoza)
- Propriedade cooperativa(parte das terras confiscadas, mas sem os certificados individuais de propriedade, a ser trabalhada de forma eficiente)
- Bem comum(em resposta a reivindicação de pessoas e comunidades a partir das regiões de Miskito no Atlântico)
- Propriedade individual (desde que esta seja explorada de forma eficiente e integrada aos planos nacionais de desenvolvimento) 

Os princípios que presidiram a reforma Agrária foram os mesmos para a Revolução: o pluralismo, a unidade nacional e a democracia econômica.

A Reforma Agrária da Nicarágua foi desenvolvida em quatro fases:
1. Primeira fase (1979): o confisco das propriedades dos Somoza e seus adeptos.
2. Segunda fase (1981): Lei da Reforma Agrária de 19 de julho de 1981.
3. Terceira fase (1984-1985): Cessão maciça de terra, individualmente, respondendo às demandas dos camponeses.
4. Quarta fase (1986): Lei da Reforma Agrária, de 1986, ou "reforma da lei de 1981".

#### Revolução Cultural
A Revolução Sandinista trouxe muitas melhorias e desenvolvimento cultural. Sem dúvida, o mais importante foi o planejamento e execução da Cruzada Nacional de Alfabetización. A campanha de alfabetização utilizou alunos do ensino secundário, estudantes universitários, bem como os professores, que atuaram como voluntários. Dentro de cinco meses, eles reduziram o total taxa de analfabetismo de 50,3% para 12,9%.
Como resultado, em setembro de 1980, a UNESCO galardoou a Nicarágua com o "Prêmio Nadezhda K. Krupskaya"  por sua campanha de alfabetização bem-sucedida. Esta foi seguida pelas campanhas de alfabetização de 1982, 1986, 1987, 1995 e 2000, as quais também foram premiadas pela UNESCO. A Revolução também fundou um Ministério da Cultura, um dos três únicos na América Latina na época, e estabeleceu uma marca editorial nova, chamada Editorial Nueva Nicarágua e, baseado nela, começou a imprimir livros de edições baratas, materializando uma base cultural raramente vista por nicaraguenses. O novo regime também fundou um Instituto de Estúdios del Sandinismo (Instituto de Estudos de Sandinismo), onde foram impressos todo o trabalho e os papéis de Augusto César Sandino, bem como daqueles que cimentaram as ideologias da FSLN, assim como Carlos Fonseca, Ricardo Morales Avilés e outros. Os principais programas em larga escala dos sandinistas receberam reconhecimento internacional por seus ganhos em alfabetização, saúde, educação, acolhimento às crianças, sindicatos, e reforma agrária.

#### Mobilização Militar
Como o projeto político sandinista era "anti-imperialista", classista, popular e revolucionário, o crescimento militar também foi uma conseqüência direta da Revolução. Já em 1981 (1980 para alguns elementos) um movimento anti-sandinista, o Contrarrevolución (Contrarrevolução) ou apenas Contras, já estava tomando forma e lugar na fronteira com Honduras. Um conflito armado, então, surgiria em algum momento, somando-se a guerras civis na América Central. Mais tarde, os denominados Contras, fortemente apoiados pela CIA e, apesar de secretamente, por membros do próprio governo, abriram uma "segunda frente" no Atlântico e na fronteira com a Costa Rica, tornando a década de 1980 ainda mais tensa. Com a guerra civil, ocorreu a abertura de fissuras no projeto nacional-revolucionário. O orçamento militar cresceu em números de dinheiro e homens. O Servicio Militar Patriótico (Serviço Militar Patriótico), um projeto obrigatório, foi criado para ajudar a defender a Revolução.

## Cronologia
1926: Sandino retorna à Nicarágua para iniciar a luta anti-imperialista.
1933: Saída dos marines norte-americanos e criação da Guarda Nacional.
1934: Sandino é assassinado pela Guarda Nacional chefiada por Somoza.
1936: Anastácio Somoza dá um golpe de Estado e constitui um governo pró-EUA.
1956: Assassinato de Anastácio Somoza e ascensão de seu filho, Luis Somoza Debayle.
1960: Fundação da Frente Sandinista de Libertação Nacional (FSLN).
1978: Assassinato do jornalista Joaquim Chamorro, do La Prensa. União da oposição em Frente Ampla.
1979: Vitória da revolução, queda de Somoza e instalação da Junta Provisória.
1984: Primeiras eleições livres na Nicarágua. Vitória sandinista.
1990 : Vitória de Violeta Chamorro nas eleições, derrotando Daniel Ortega, líder sandinista.

## Filmografia
- Latino, de Haskell Wexler. Sobre intervenção norte-americana na Nicarágua Sandinista.
- Nicarágua - entre a guerra e o sonho (1990), da TV dos Trabalhadores. Documentário sobre as eleições de 1990 e a vitória de Violeta Chamorro sobre o governo sandinista.
- Sob fogo cerrado (1983), de Roger Spottiswoode. Sobre a queda de Anastácio Somoza da Nicarágua.